# La Garenne-Colombes
La Garenne-Colombes är en kommun i departementet Hauts-de-Seine i regionen Île-de-France i norra Frankrike. Kommunen ligger i kantonen La Garenne-Colombes som tillhör arrondissementet Nanterre. År 2022 hade La Garenne-Colombes 29 828 invånare.
La Garenne-Colombes ligger i de nordvästliga förorterna till Paris ca 9,6 km från Paris centrum.

## Befolkningsutveckling
Antalet invånare i kommunen La Garenne-Colombes
| Referens: INSEE |